# Gnophos uniformis
Gnophos uniformis là một loài bướm đêm trong họ Geometridae.